# Finlândia nos Jogos Olímpicos de Inverno de 1992
A Finlândia competiu nos Jogos Olímpicos de Inverno de 1992, realizados em Albertville, França.